# Colonia Texalo
Colonia Texalo är en ort i Mexiko.   Den ligger i kommunen Tlayacapan och delstaten Morelos, i den sydöstra delen av landet, 60 km söder om huvudstaden Mexico City. Colonia Texalo ligger 1 581 meter över havet och antalet invånare är 289.
Terrängen runt Colonia Texalo är kuperad norrut, men söderut är den platt. Terrängen runt Colonia Texalo sluttar söderut. Runt Colonia Texalo är det mycket tätbefolkat, med 1 056 invånare per kvadratkilometer. Närmaste större samhälle är Cuautla Morelos, 15,1 km söder om Colonia Texalo. Omgivningarna runt Colonia Texalo är en mosaik av jordbruksmark och naturlig växtlighet.